# Hermann Baisch
Pour les articles homonymes, voir Baisch.
Hermann Baisch (né le 12 juillet 1846 à Dresde, mort le 18 juin 1894 à Karlsruhe) est un peintre et aquafortiste allemand paysagiste et animalier.

## Biographie

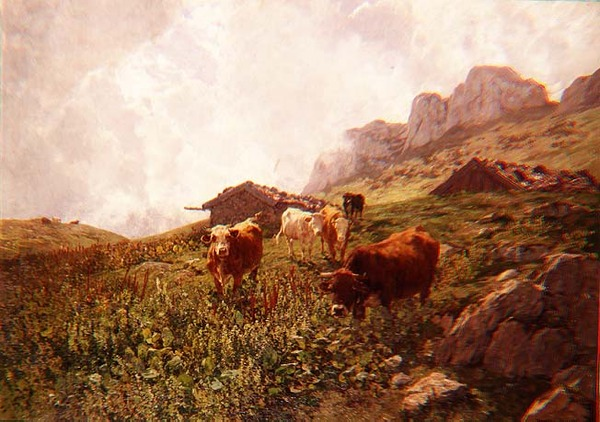
Bétail dans un paysage alpin

Hermann Baisch commence sa carrière dans l'atelier de lithographie de son père, Wilhelm Gottlieb Baisch (de). Lorsqu'il déménage à Stuttgart, il fait connaissance des artistes locaux et s'inscrit à l'Académie des Beaux-arts de Stuttgart. Il fait des voyages d'études en 1868 et 69 à Paris et Munich. Au musée du Louvre, il étudie les peintres hollandais Paulus Potter et Albert Cuyp.
Façonnée par les influences de Théodore Rousseau, Charles-François Daubigny, Constant Troyon, Jules Dupré et la peinture de paysage de l'école de Barbizon, il se rend à Munich en 1869 auprès d'Adolf Lier. Ses œuvres de cette période sont caractérisés par une teinte dorée et grise argentée. Avec Lier et Gustav Schönleber, il est le fondateur d'un genre nouveau qui frappe par sa représentation naturelle simple et lumineux. En 1881, il succède à son futur beau-frère Schönleber à l'Académie des beaux-arts de Karlsruhe, où il enseigne la peinture animalière. Avec ses élèves, parmi lesquels Théodore Haas, il fait de nombreuses peintures de paysages lors de voyages en Hollande.

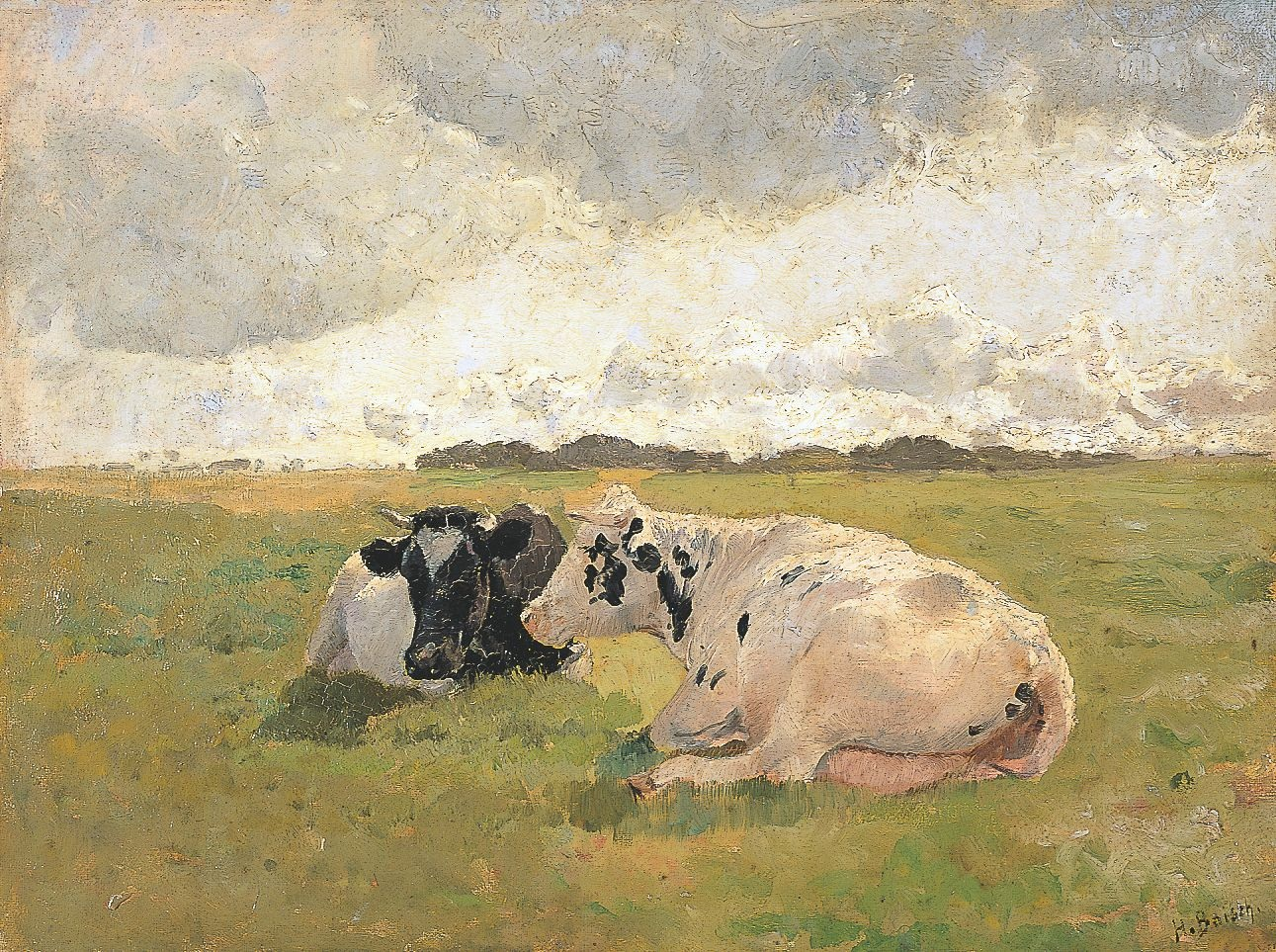
Vaches

Herman Baisch reçut de nombreux prix pour ses peintures. Il devient un membre régulier de l'Académie des arts de Berlin, et membre honoraire de l'Académie des beaux-arts de Munich et de celle de Vienne.
Hermann Baisch est le frère du peintre de genre, poète et écrivain d'art Otto Baisch.